# Giải bóng đá vô địch quốc gia Serbia 2024–25
Giải bóng đá vô địch quốc gia Serbia 2024–25 là mùa giải thứ 19 của SuperLiga, giải đấu bóng đá hàng đầu tại Serbia. Mùa giải bắt đầu vào ngày 19 tháng 7 năm 2024 và kết thúc vào ngày 25 tháng 5 năm 2025. Giải đấu có sự góp mặt của ba câu lạc bộ thăng hạng là OFK Beograd, FK Jedinstvo Ub và FK Tekstilac Odžaci.
Lễ bốc thăm được tổ chức vào ngày 10 tháng 6 năm 2024. Đương kim vô địch là Sao Đỏ Beograd và đã bảo vệ thành công chức vô địch của mình.

## Các đội bóng
Có 16 đội tham gia giải đấu gồm 13 đội đứng đầu từ mùa giải trước và 3 đội thăng hạng từ Giải hạng nhất Serbia. Các đội thăng hạng là OFK Beograd, trở lại SuperLiga sau 8 năm vắng bóng, Jedinstvo và Tekstilac, cả 2 đều được thăng hạng lên SuperLiga lần đầu tiên trong lịch sử; cả 3 thay thế Javor, Voždovac và Radnik, những đội đã xuống hạng sau 2, 10 và 9 năm ở hạng đấu cao nhất.

### Sân vận động
| Čukarički              | IMT | Jedinstvo | Mladost                               |
| ---------------------- | --- | --- | ------------------------------------- |
| Sân vận động Čukarički | Sân vận động Lagator (tạm thời) | Sân vận động "Dragan Džajić" | Sân vận động SRC MR Radoš Milovanović |
| Sức chứa: 4.070        | Sức chứa: 8.030 | Sức chứa: 4.000 | Sức chứa: 8.000                       |
|                        | | |                                       |
| Napredak               | BeogradMladostJedinstvoNapredakNovi PazarRadnički 1923RadničkiSpartakTSCVojvodinaTekstilacŽelezničarCác đội Beograd:Čukaricki · IMT · OFK Beograd · Partizan · Sao Đỏ Vị trí các đội SuperLiga 2024-25 ČukarickiIMTPartizanSao Đỏ Vị trí của các đội ở Beograd | BeogradMladostJedinstvoNapredakNovi PazarRadnički 1923RadničkiSpartakTSCVojvodinaTekstilacŽelezničarCác đội Beograd:Čukaricki · IMT · OFK Beograd · Partizan · Sao Đỏ Vị trí các đội SuperLiga 2024-25 ČukarickiIMTPartizanSao Đỏ Vị trí của các đội ở Beograd | Novi Pazar                            |
| Sân vận động Mladost   | BeogradMladostJedinstvoNapredakNovi PazarRadnički 1923RadničkiSpartakTSCVojvodinaTekstilacŽelezničarCác đội Beograd:Čukaricki · IMT · OFK Beograd · Partizan · Sao Đỏ Vị trí các đội SuperLiga 2024-25 ČukarickiIMTPartizanSao Đỏ Vị trí của các đội ở Beograd | BeogradMladostJedinstvoNapredakNovi PazarRadnički 1923RadničkiSpartakTSCVojvodinaTekstilacŽelezničarCác đội Beograd:Čukaricki · IMT · OFK Beograd · Partizan · Sao Đỏ Vị trí các đội SuperLiga 2024-25 ČukarickiIMTPartizanSao Đỏ Vị trí của các đội ở Beograd | Sân vận động thành phố Novi Pazar     |
| Sức chứa: 10.331       | BeogradMladostJedinstvoNapredakNovi PazarRadnički 1923RadničkiSpartakTSCVojvodinaTekstilacŽelezničarCác đội Beograd:Čukaricki · IMT · OFK Beograd · Partizan · Sao Đỏ Vị trí các đội SuperLiga 2024-25 ČukarickiIMTPartizanSao Đỏ Vị trí của các đội ở Beograd | BeogradMladostJedinstvoNapredakNovi PazarRadnički 1923RadničkiSpartakTSCVojvodinaTekstilacŽelezničarCác đội Beograd:Čukaricki · IMT · OFK Beograd · Partizan · Sao Đỏ Vị trí các đội SuperLiga 2024-25 ČukarickiIMTPartizanSao Đỏ Vị trí của các đội ở Beograd | Sức chứa: 10.000                      |
|                        | BeogradMladostJedinstvoNapredakNovi PazarRadnički 1923RadničkiSpartakTSCVojvodinaTekstilacŽelezničarCác đội Beograd:Čukaricki · IMT · OFK Beograd · Partizan · Sao Đỏ Vị trí các đội SuperLiga 2024-25 ČukarickiIMTPartizanSao Đỏ Vị trí của các đội ở Beograd | BeogradMladostJedinstvoNapredakNovi PazarRadnički 1923RadničkiSpartakTSCVojvodinaTekstilacŽelezničarCác đội Beograd:Čukaricki · IMT · OFK Beograd · Partizan · Sao Đỏ Vị trí các đội SuperLiga 2024-25 ČukarickiIMTPartizanSao Đỏ Vị trí của các đội ở Beograd |                                       |
| Partizan               | BeogradMladostJedinstvoNapredakNovi PazarRadnički 1923RadničkiSpartakTSCVojvodinaTekstilacŽelezničarCác đội Beograd:Čukaricki · IMT · OFK Beograd · Partizan · Sao Đỏ Vị trí các đội SuperLiga 2024-25 ČukarickiIMTPartizanSao Đỏ Vị trí của các đội ở Beograd | BeogradMladostJedinstvoNapredakNovi PazarRadnički 1923RadničkiSpartakTSCVojvodinaTekstilacŽelezničarCác đội Beograd:Čukaricki · IMT · OFK Beograd · Partizan · Sao Đỏ Vị trí các đội SuperLiga 2024-25 ČukarickiIMTPartizanSao Đỏ Vị trí của các đội ở Beograd | Radnički 1923                         |
| Sân vận động Partizan  | BeogradMladostJedinstvoNapredakNovi PazarRadnički 1923RadničkiSpartakTSCVojvodinaTekstilacŽelezničarCác đội Beograd:Čukaricki · IMT · OFK Beograd · Partizan · Sao Đỏ Vị trí các đội SuperLiga 2024-25 ČukarickiIMTPartizanSao Đỏ Vị trí của các đội ở Beograd | BeogradMladostJedinstvoNapredakNovi PazarRadnički 1923RadničkiSpartakTSCVojvodinaTekstilacŽelezničarCác đội Beograd:Čukaricki · IMT · OFK Beograd · Partizan · Sao Đỏ Vị trí các đội SuperLiga 2024-25 ČukarickiIMTPartizanSao Đỏ Vị trí của các đội ở Beograd | Sân vận động Čika Dača                |
| Sức chứa: 29.775       | BeogradMladostJedinstvoNapredakNovi PazarRadnički 1923RadničkiSpartakTSCVojvodinaTekstilacŽelezničarCác đội Beograd:Čukaricki · IMT · OFK Beograd · Partizan · Sao Đỏ Vị trí các đội SuperLiga 2024-25 ČukarickiIMTPartizanSao Đỏ Vị trí của các đội ở Beograd | BeogradMladostJedinstvoNapredakNovi PazarRadnički 1923RadničkiSpartakTSCVojvodinaTekstilacŽelezničarCác đội Beograd:Čukaricki · IMT · OFK Beograd · Partizan · Sao Đỏ Vị trí các đội SuperLiga 2024-25 ČukarickiIMTPartizanSao Đỏ Vị trí của các đội ở Beograd | Sức chứa: 15.100                      |
|                        | BeogradMladostJedinstvoNapredakNovi PazarRadnički 1923RadničkiSpartakTSCVojvodinaTekstilacŽelezničarCác đội Beograd:Čukaricki · IMT · OFK Beograd · Partizan · Sao Đỏ Vị trí các đội SuperLiga 2024-25 ČukarickiIMTPartizanSao Đỏ Vị trí của các đội ở Beograd | BeogradMladostJedinstvoNapredakNovi PazarRadnički 1923RadničkiSpartakTSCVojvodinaTekstilacŽelezničarCác đội Beograd:Čukaricki · IMT · OFK Beograd · Partizan · Sao Đỏ Vị trí các đội SuperLiga 2024-25 ČukarickiIMTPartizanSao Đỏ Vị trí của các đội ở Beograd |                                       |
| Radnički               | OFK Beograd | Sao Đỏ Beograd | Spartak                               |
| Sân vận động Čair      | Sân vận động Kraljevica (tạm thời) | Sân vận động Rajko Mitić | Sân vận động thành phố Subotica       |
| Sức chứa: 18.151       | Sức chứa: 8.168 | Sức chứa: 53.000 | Sức chứa: 13.000                      |
|                        | | |                                       |
| TSC                    | Vojvodina | Tekstilac | Železničar                            |
| TSC Arena              | Sân vận động Karađorđe | Sân vận động Slavko Maletin Vava | Sân vận động SC Mladost               |
| Sức chứa: 4.500        | Sức chứa: 14.853 | Sức chứa: 4.000 | Sức chứa: 2.300                       |
|                        | | |                                       |

Ghi chú

### Nhân sự và nhà tài trợ
Lưu ý: Cờ biểu thị đội tuyển quốc gia theo quy định của FIFA. Cầu thủ và huấn luyện viên có thể có nhiều hơn một quốc tịch ngoài FIFA.
| Đội            | Huấn luyện viên trưởng | Đội trưởng           | Nhà sản xuất trang phục | Nhà tài trợ chính                     |
| -------------- | ---------------------- | -------------------- | ----------------------- | ------------------------------------- |
| Čukarički      | Milan Lešnjak          | Marko Docić          | Adidas                  | Oliva                                 |
| IMT            | Zoran Vasiljević       | Nikola Krstić        | Seven                   | Meridianbet, Seven                    |
| Jedinstvo      | Uroš Matić             | Strahinja Rakić      | Seven                   | Seven                                 |
| Mladost        | Nikola Trajković       | Janko Tumbasević     | Kelme                   | MB Lučani                             |
| Napredak       | Mladen Dodić           | Nebojša Bastajić     | Givova                  | mt:s                                  |
| Novi Pazar     | Vladimir Gaćinović     | Adem Ljajić          | Macron                  | Doha Group                            |
| Partizan       | Srđan Blagojević       | Aleksandar Jovanović | Puma                    | MaxBet                                |
| Radnički 1923  | Feđa Dudić             | Slobodan Simović     | Seven                   | AdmiralBet, Sportske.net              |
| Radnički Niš   | Siniša Dobrašinović    | Mbouri Basile Yamkam | Masita                  | mt:s, MaxBet                          |
| OFK Beograd    | Simo Krunić            | Saša Marković        | Joma                    | Mozzart Bet                           |
| Sao Đỏ Beograd | Vladan Milojević       | Mirko Ivanić         | Macron                  | Gazprom                               |
| Spartak        | Tomislav Sivić         | Danijel Kolarić      | Legea                   | Ždrepčeva Krv                         |
| Tekstilac      | Bojan Krulj            | Nikola Marjanović    | NAAI                    | Konvar                                |
| TSC            | Slavko Matić           | Nemanja Petrović     | Capelli Sport           | SAT-TRAKT, MOL                        |
| Vojvodina      | Miroslav Tanjga        | Slobodan Medojević   | Joma                    | MaxBet, Srbijagas                     |
| Železničar     | Radomir Koković        | Dario Grgić          | Puma                    | AdmiralBet, Sportske.net, HIP-Azotara |

Ghi chú
- Nike là nhà cung cấp bóng chính thức cho SuperLiga Serbia.
- Capelli Sport là nhà tài trợ chính thức của Ủy ban trọng tài của the Hiệp hội bóng đá Serbia.

### Thay đổi huấn luyện viên
| Đội              | HLV ra đi                     | Lý do                   | Ngày ra đi | Vị trí trên BXH     | Thay bởi                      | Ngày ký    |
| ---------------- | ----------------------------- | ----------------------- | ---------- | ------------------- | ----------------------------- | ---------- |
| Železničar       | Tomislav Sivić                | Sa thải                 | 28/5/2024  | Trước mùa giải      | Marko Savić                   | 9/6/2024   |
| Radnički Niš     | Dejan Joksimović              | Sa thải                 | 1/6/2024   | Trước mùa giải      | Nikola Drinčić                | 6/6/2024   |
| Partizan         | Albert Nađ                    | Sa thải                 | 3/6/2024   | Trước mùa giải      | Aleksandar Stanojević         | 6/6/2024   |
| IMT              | Nebojša Jandrić               | Sa thải                 | 6/6/2024   | Trước mùa giải      | Milan Đorđević                | 6/6/2024   |
| Mladost Lučani   | Nermin Useni (tạm thời)       | Sa thải                 | 12/6/2024  | Trước mùa giải      | Dejan Joksimović              | 13/6/2024  |
| Napredak         | Ivan Stefanović               | Sa thải                 | 16/6/2024  | Trước mùa giải      | Goran Stevanović              | 19/6/2024  |
| TSC              | Žarko Lazetić                 | Đến Maccabi Tel Aviv    | 16/6/2024  | Trước mùa giải      | Dean Klafurić                 | 28/6/2024  |
| Novi Pazar       | Slavko Matić                  | Sa thải                 | 20/6/2024  | Trước mùa giải      | Nikola Trajković              | 28/6/2024  |
| Mladost          | Dejan Joksimović              | Từ chức                 | 11/8/2024  | thứ 9               | Nenad Lalatović               | 12/8/2024  |
| Jedinstvo Ub     | Ivan Radovanović              | Từ chức                 | 14/8/2024  | thứ 16              | Miloš Obradović               | 14/8/2024  |
| Novi Pazar       | Nikola Trajković              | Từ chức                 | 25/8/2024  | thứ 15              | Tomislav Sivić                | 25/8/2024  |
| Vojvodina        | Božidar Bandović              | Sa thải                 | 28/8/2024  | thứ 14              | Nemanja Krtolica              | 14/9/2024  |
| TSC              | Dean Klafurić                 | Từ chức                 | 31/8/2024  | thứ 11              | Jovan Damjanović              | 31/8/2024  |
| Partizan         | Aleksandar Stanojević         | Từ chức                 | 24/9/2024  | thứ 9               | Savo Milošević                | 27/9/2024  |
| IMT              | Milan Đorđević                | Từ chức                 | 3/10/2024  | thứ 15              | Milan Stojanoski              | 6/10/2024  |
| Vojvodina        | Nemanja Krtolica              | Sa thải                 | 7/10/2024  | thứ 8               | Nenad Lalatović               | 7/10/2024  |
| Mladost Lučani   | Nenad Lalatović               | Đến Vojvodina           | 7/10/2024  | thứ 3               | Nermin Useni (tạm thời)       | 7/10/2024  |
| Mladost Lučani   | Nermin Useni (tạm thời)       | Hết quản lý tạm thời    | 22/10/2024 | thứ 2               | Nikola Trajković              | 22/10/2024 |
| Spartak Subotica | Miloš Kruščić                 | Sa thải                 | 27/10/2024 | thứ 15              | Vladimir Gaćinović            | 28/10/2024 |
| Železničar       | Marko Savić                   | Từ chức                 | 5/11/2024  | thứ 11              | Milija Žižić (tạm thời)       | 8/11/2024  |
| Tekstilac        | Branko Mirjačić               | Sa thải                 | 11/11/2024 | thứ 15              | Slavko Matić                  | 13/11/2024 |
| Železničar       | Milija Žižić (tạm thời)       | Hết quản lý tạm thời    | 20/11/2024 | thứ 11              | Branko Mirjačić               | 20/11/2024 |
| IMT              | Milan Stojanoski              | Sa thải                 | 26/11/2024 | thứ 14              | Zoran Vasiljević              | 26/11/2024 |
| Čukarički        | Goran Stanić                  | Từ chức                 | 29/11/2024 | thứ 8               | Marko Savić                   | 2/12/2024  |
| Napredak         | Goran Stevanović              | Sa thải                 | 30/11/2024 | thứ 12              | Zoran Ristić (tạm quyền)      | 30/11/2024 |
| Partizan         | Savo Milošević                | Từ chức                 | 3/12/2024  | thứ 2               | Marko Jovanović (tạm quyền)   | 3/12/2024  |
| Napredak         | Zoran Ristić (tạm quyền)      | Hết quản lý tạm thời    | 5/12/2024  | thứ 12              | Slavoljub Đorđević            | 5/12/2024  |
| Jedinstvo Ub     | Miloš Obradović               | Từ chức                 | 15/12/2024 | thứ 16              | Nemanja Bradonjić (tạm quyền) | 17/12/2024 |
| Partizan         | Marko Jovanović (tạm quyền)   | Hết quản lý tạm thời    | 1/1/2025   | thứ 2               | Srđan Blagojević              | 1/1/2025   |
| Jedinstvo Ub     | Nemanja Bradonjić (tạm quyền) | Hết quản lý tạm thời    | 2/1/2025   | thứ 16              | Uroš Matić                    | 2/1/2025   |
| Spartak Subotica | Vladimir Gaćinović            | Từ chức                 | 4/2/2025   | thứ 14              | Vladimir Torbica (tạm quyền)  | 9/2/2025   |
| Novi Pazar       | Tomislav Sivić                | Ký bởi Spartak Subotica | 11/2/2025  | thứ 10              | Vladimir Gaćinović            | 11/2/2025  |
| Spartak Subotica | Vladimir Torbica (tạm quyền)  | Hết quản lý tạm thời    | 12/2/2025  | thứ 14              | Tomislav Sivić                | 12/2/2025  |
| TSC              | Jovan Damjanović              | Sa thải                 | 28/2/2025  | thứ 9               | Slavko Matić                  | 28/2/2025  |
| Tekstilac        | Slavko Matić                  | Ký bởi TSC              | 1/3/2025   | thứ 15              | Milovan Pankov (tạm quyền)    | 2/3/2025   |
| Vojvodina        | Nenad Lalatović               | Sa thải                 | 3/3/2025   | thứ 6               | Miroslav Tanjga               | 3/3/2025   |
| Tekstilac        | Milovan Pankov (tạm quyền)    | Hết quản lý tạm thời    | 3/3/2025   | thứ 15              | Bojan Krulj                   | 3/3/2025   |
| Napredak         | Slavoljub Đorđević            | Từ chức                 | 4/3/2025   | thứ 13              | Mladen Dodić                  | 4/3/2025   |
| Železničar       | Branko Mirjačić               | Sa thải                 | 5/3/2025   | thứ 12              | Radomir Koković               | 5/3/2025   |
| Radnički Niš     | Nikola Drinčić                | Sa thải                 | 5/3/2025   | thứ 11              | Siniša Dobrašinović           | 5/3/2025   |
| Čukarički        | Marko Savić                   | Từ chức                 | 8/4/2025   | thứ 9               | Milan Lešnjak                 | 10/4/2025  |
| Napredak         | Mladen Dodić                  | Sa thải                 | 29/5/2025  | Play-off Xuống hạng | Zoran Ristić                  | 29/5/2025  |

## Bảng xếp hạng

### Mùa giải thông thường
| VT | Đội                | ST | T  | H  | B  | BT  | BB | HS  | Đ  | Giành quyền tham dự     |
| -- | ------------------ | -- | -- | -- | -- | --- | -- | --- | -- | ----------------------- |
| 1  | Sao Đỏ Beograd     | 30 | 28 | 2  | 0  | 106 | 22 | +84 | 86 | Tham dự Vòng vô địch    |
| 2  | Partizan           | 30 | 18 | 9  | 3  | 58  | 29 | +29 | 63 | Tham dự Vòng vô địch    |
| 3  | OFK Beograd        | 30 | 13 | 7  | 10 | 40  | 39 | +1  | 46 | Tham dự Vòng vô địch    |
| 4  | Radnički 1923      | 30 | 13 | 6  | 11 | 47  | 40 | +7  | 45 | Tham dự Vòng vô địch    |
| 5  | Vojvodina          | 30 | 11 | 9  | 10 | 48  | 40 | +8  | 42 | Tham dự Vòng vô địch    |
| 6  | Mladost Lučani     | 30 | 11 | 9  | 10 | 32  | 35 | −3  | 42 | Tham dự Vòng vô địch    |
| 7  | TSC                | 30 | 12 | 5  | 13 | 47  | 44 | +3  | 41 | Tham dự Vòng vô địch    |
| 8  | Novi Pazar         | 30 | 11 | 7  | 12 | 46  | 54 | −8  | 40 | Tham dự Vòng vô địch    |
| 9  | Čukarički          | 30 | 10 | 9  | 11 | 37  | 40 | −3  | 39 | Tham dự Vòng xuống hạng |
| 10 | IMT                | 30 | 10 | 7  | 13 | 37  | 46 | −9  | 37 | Tham dự Vòng xuống hạng |
| 11 | Železničar Pančevo | 30 | 9  | 8  | 13 | 37  | 37 | 0   | 35 | Tham dự Vòng xuống hạng |
| 12 | Napredak Kruševac  | 30 | 9  | 8  | 13 | 29  | 40 | −11 | 35 | Tham dự Vòng xuống hạng |
| 13 | Spartak Subotica   | 30 | 8  | 11 | 11 | 26  | 38 | −12 | 35 | Tham dự Vòng xuống hạng |
| 14 | Radnički Niš       | 30 | 8  | 8  | 14 | 40  | 59 | −19 | 32 | Tham dự Vòng xuống hạng |
| 15 | Tekstilac Odžaci   | 30 | 8  | 5  | 17 | 23  | 52 | −29 | 29 | Tham dự Vòng xuống hạng |
| 16 | Jedinstvo Ub       | 30 | 4  | 4  | 22 | 22  | 60 | −38 | 16 | Tham dự Vòng xuống hạng |

### Vị trí theo vòng
Bảng liệt kê vị trí của các đội sau mỗi vòng thi đấu. Để duy trì các diễn biến theo trình tự thời gian, bất kỳ trận đấu bù nào (vì bị hoãn) sẽ không được tính vào vòng đấu mà chúng đã được lên lịch ban đầu, mà sẽ được tính thêm vào vòng đấu diễn ra ngay sau đó.
| Đội ╲ Vòng         | 1         | 2 | 3 | 4 | 5 | 6 | 7 | 8 | 9 | 10 | 11 | 12 | 13 | 14 | 15 | 16 | 17 | 18 | 19 | 20 | 21 | 22 | 23 | 24 | 25 | 26 | 27 | 28 | 29 | 30 |   |
| ------------------ | --------- | - | - | - | - | - | - | - | - | -- | -- | -- | -- | -- | -- | -- | -- | -- | -- | -- | -- | -- | -- | -- | -- | -- | -- | -- | -- | -- | - |
| Đội ╲ Vòng         | Čukarički | 3 |   |   |   |   |   |   |   |    |    |    |    |    |    | 7  | 7  | 8  | 6  | 7  | 7  | 8  | 7  | 7  | 5  | 6  | 6  | 7  | 9  | 7  | 9 |
| IMT                | 13        |   |   |   |   |   |   |   |   |    |    |    |    |    | 14 | 14 | 14 | 12 | 14 | 14 | 13 | 13 | 15 | 14 | 14 | 14 | 13 | 11 | 11 | 10 |   |
| Jedinstvo Ub       | 16        |   |   |   |   |   |   |   |   |    |    |    |    |    | 16 | 16 | 16 | 16 | 16 | 16 | 16 | 16 | 16 | 16 | 16 | 16 | 16 | 16 | 16 | 16 |   |
| Mladost Lučani     | 11        |   |   |   |   |   |   |   |   |    |    |    |    |    | 2  | 2  | 3  | 3  | 4  | 4  | 5  | 3  | 4  | 4  | 4  | 4  | 5  | 5  | 5  | 6  |   |
| Napredak Kruševac  | 12        |   |   |   |   |   |   |   |   |    |    |    |    |    | 12 | 12 | 12 | 14 | 13 | 12 | 12 | 12 | 12 | 12 | 13 | 13 | 12 | 13 | 12 | 12 |   |
| Novi Pazar         | 4         |   |   |   |   |   |   |   |   |    |    |    |    |    | 10 | 9  | 11 | 10 | 11 | 10 | 11 | 10 | 8  | 8  | 8  | 8  | 8  | 7  | 8  | 8  |   |
| OFK Beograd        | 6         |   |   |   |   |   |   |   |   |    |    |    |    |    | 4  | 4  | 4  | 4  | 3  | 3  | 4  | 5  | 6  | 7  | 7  | 5  | 4  | 4  | 3  | 3  |   |
| Partizan           | 7         |   |   |   |   |   |   |   |   |    |    |    |    |    | 3  | 3  | 2  | 2  | 2  | 2  | 2  | 2  | 2  | 2  | 2  | 2  | 2  | 2  | 2  | 2  |   |
| Radnički 1923      | 9         |   |   |   |   |   |   |   |   |    |    |    |    |    | 5  | 5  | 5  | 5  | 5  | 5  | 3  | 4  | 3  | 3  | 3  | 3  | 3  | 3  | 4  | 4  |   |
| Radnički Niš       | 15        |   |   |   |   |   |   |   |   |    |    |    |    |    | 6  | 6  | 6  | 7  | 8  | 11 | 10 | 8  | 9  | 9  | 10 | 11 | 14 | 14 | 14 | 14 |   |
| Sao Đỏ Beograd     | 1         |   |   |   |   |   |   |   |   |    |    |    |    |    | 1  | 1  | 1  | 1  | 1  | 1  | 1  | 1  | 1  | 1  | 1  | 1  | 1  | 1  | 1  | 1  |   |
| Spartak Subotica   | 10        |   |   |   |   |   |   |   |   |    |    |    |    |    | 13 | 13 | 13 | 13 | 12 | 13 | 14 | 14 | 13 | 13 | 11 | 9  | 10 | 12 | 13 | 13 |   |
| Tekstilac Odžaci   | 14        |   |   |   |   |   |   |   |   |    |    |    |    |    | 15 | 15 | 15 | 15 | 15 | 15 | 15 | 15 | 14 | 15 | 15 | 15 | 15 | 15 | 15 | 15 |   |
| TSC                | 8         |   |   |   |   |   |   |   |   |    |    |    |    |    | 8  | 10 | 9  | 8  | 9  | 8  | 7  | 9  | 11 | 11 | 9  | 10 | 9  | 8  | 9  | 7  |   |
| Vojvodina          | 2         |   |   |   |   |   |   |   |   |    |    |    |    |    | 9  | 8  | 7  | 9  | 6  | 6  | 6  | 6  | 5  | 6  | 5  | 7  | 6  | 6  | 6  | 5  |   |
| Železničar Pančevo | 5         |   |   |   |   |   |   |   |   |    |    |    |    |    | 11 | 11 | 10 | 11 | 10 | 9  | 9  | 11 | 10 | 10 | 12 | 12 | 11 | 10 | 10 | 11 |   |

## Kết quả

### Tỷ số
| Nhà \ Khách       | ČUK | IMT | JED | MLA | NAP | NPZ | OFK | PAR | RDK | RNI | RSB | SPA | TEK | TSC | VOJ | ŽEL |
| ----------------- | --- | --- | --- | --- | --- | --- | --- | --- | --- | --- | --- | --- | --- | --- | --- | --- |
| Čukarički         |     | 0–2 | 2–1 | 0–0 | 0–0 | 1–1 | 0–1 | 0–1 | 1–1 | 2–0 | 1–4 | 1–2 | 3–0 | 1–2 | 3–1 | 2–0 |
| IMT               | 1–1 |     | 2–0 | 3–0 | 3–2 | 0–0 | 1–1 | 0–0 | 0–4 | 3–1 | 1–3 | 1–2 | 3–0 | 0–2 | 0–3 | 1–1 |
| Jedinstvo Ub      | 0–1 | 2–3 |     | 1–2 | 0–0 | 0–1 | 0–1 | 0–4 | 2–2 | 0–2 | 0–4 | 2–0 | 1–0 | 4–1 | 1–1 | 0–1 |
| Mladost Lučani    | 3–1 | 1–0 | 2–1 |     | 1–0 | 1–3 | 1–2 | 1–3 | 2–1 | 1–1 | 0–2 | 0–0 | 1–2 | 4–1 | 1–3 | 1–1 |
| Napredak Kruševac | 2–1 | 1–1 | 2–1 | 1–2 |     | 2–1 | 1–3 | 0–1 | 1–0 | 2–1 | 0–4 | 2–0 | 1–1 | 0–3 | 1–1 | 1–2 |
| Novi Pazar        | 2–2 | 3–1 | 3–1 | 0–1 | 2–0 |     | 0–0 | 3–4 | 2–0 | 3–3 | 1–7 | 3–2 | 2–3 | 2–1 | 0–4 | 3–1 |
| OFK Beograd       | 1–2 | 4–3 | 3–0 | 0–0 | 0–2 | 1–1 |     | 3–2 | 3–5 | 2–0 | 0–1 | 1–1 | 1–0 | 2–2 | 3–1 | 1–2 |
| Partizan          | 3–1 | 1–1 | 3–0 | 2–0 | 0–0 | 3–2 | 4–1 |     | 2–2 | 3–1 | 0–4 | 2–2 | 4–1 | 0–0 | 0–0 | 2–0 |
| Radnički 1923     | 1–1 | 1–3 | 4–0 | 1–0 | 1–0 | 2–0 | 2–0 | 0–2 |     | 4–0 | 0–1 | 2–0 | 1–0 | 1–3 | 2–2 | 2–3 |
| Radnički Niš      | 2–2 | 3–0 | 1–4 | 1–1 | 3–1 | 2–1 | 1–1 | 0–1 | 1–2 |     | 0–3 | 3–2 | 1–2 | 1–0 | 1–4 | 2–1 |
| Sao Đỏ Beograd    | 5–2 | 4–0 | 4–0 | 2–2 | 2–0 | 4–1 | 3–1 | 3–3 | 6–0 | 5–1 |     | 2–1 | 6–0 | 3–1 | 3–0 | 2–1 |
| Spartak Subotica  | 1–1 | 2–0 | 1–0 | 0–0 | 0–2 | 1–1 | 0–1 | 2–1 | 1–0 | 1–1 | 1–5 |     | 1–0 | 0–0 | 0–4 | 0–0 |
| Tekstilac Odžaci  | 0–1 | 1–2 | 1–1 | 1–0 | 0–0 | 2–1 | 2–0 | 1–4 | 0–1 | 1–3 | 0–4 | 0–0 |     | 2–1 | 1–3 | 0–2 |
| TSC               | 2–1 | 1–0 | 2–0 | 1–2 | 4–2 | 5–2 | 0–1 | 1–2 | 0–2 | 4–1 | 1–2 | 0–0 | 1–2 |     | 1–3 | 1–0 |
| Vojvodina         | 0–1 | 0–1 | 1–0 | 0–0 | 1–2 | 0–1 | 2–1 | 0–0 | 3–2 | 3–3 | 3–5 | 1–3 | 0–0 | 1–3 |     | 2–0 |
| Železničar        | 1–2 | 2–1 | 6–0 | 1–2 | 1–1 | 0–1 | 0–1 | 0–1 | 1–1 | 0–0 | 1–3 | 2–0 | 3–0 | 3–3 | 1–1 |     |

### Bảng thắng bại
- T = Thắng, H = Hòa, B = Bại
- () = Trận đấu bị hoãn
- (T), (H), (B) = Trận đấu bù và kết quả; Trận đấu bù được ghi trong cột nào, ví dụ cột số 8 có nghĩa là đã thi đấu sau vòng 8 và trước vòng 9
- {} = Trận đấu bị tạm dừng

| Đội               | 1 | 2  | 3 | 4 | 5  | 6  | 7 | 8     | 9 | 10    | 11 | 12 | 13 | 14 | 15 | Đội               | 16 | 17    | 18    | 19    | 20    | 21 | 22 | 23 | 24 | 25 | 26 | 27    | 28  | 29 | 30 | Đội               | Play-off | Play-off | Play-off | Play-off | Play-off | Play-off | Play-off |
| ----------------- | - | -- | - | - | -- | -- | - | ----- | - | ----- | -- | -- | -- | -- | -- | ----------------- | -- | ----- | ----- | ----- | ----- | -- | -- | -- | -- | -- | -- | ----- | --- | -- | -- | ----------------- | -------- | -------- | -------- | -------- | -------- | -------- | -------- |
| Čukarički         | T | H  | T | T | B  | B  | T | H     | T | B     | H  | H  | B  | T  | H  | Čukarički         | H  | B     | T     | B     | B     | H  | T  | H  | T  | B  | H  | B     | B   | T  | B  | Čukarički         | H        | B        | H        | T        | H        | T        | H        |
| IMT               | B | () | H | H | B  | T  | T | B (B) | B | B     | B  | B  | T  | B  | H  | IMT               | () | T     | T     | H     | H (B) | T  | B  | B  | T  | H  | B  | T     | T   | H  | T  | IMT               | B        | H        | T        | B        | H        | T        | T        |
| Jedinstvo Ub      | B | B  | B | B | H  | B  | B | B     | B | T     | B  | H  | B  | B  | B  | Jedinstvo Ub      | () | B     | B     | B (B) | T     | B  | B  | T  | B  | B  | T  | B     | {}H | B  | H  | Jedinstvo Ub      | B        | T        | B        | T        | T        | B        | B        |
| Mladost Lučani    | B | H  | T | B | T  | T  | T | T     | T | B     | T  | T  | H  | H  | H  | Mladost Lučani    | H  | B     | T     | B     | B     | H  | T  | B  | T  | B  | H  | B     | H   | H  | B  | Mladost Lučani    | B        | T        | H        | H        | B        | B        | B        |
| Napredak Kruševac | B | H  | H | B | T  | T  | B | B     | B | H     | T  | H  | B  | B  | T  | Napredak Kruševac | H  | B     | B     | T     | T     | H  | T  | B  | B  | H  | B  | T     | B   | T  | H  | Napredak Kruševac | B        | B        | T        | B        | H        | T        | B        |
| Novi Pazar        | T | () | H | B | B  | B  | T | H     | B | T (T) | B  | B  | T  | T  | B  | Novi Pazar        | H  | B     | H     | B     | T     | B  | T  | H  | T  | B  | T  | B     | T   | H  | H  | Novi Pazar        | T        | B        | H        | T        | T        | H        | T        |
| OFK Beograd       | T | T  | H | B | T  | B  | T | T     | T | T     | H  | H  | B  | T  | B  | OFK Beograd       | H  | B     | H     | T     | H     | B  | B  | B  | () | H  | T  | T (B) | T   | T  | B  | OFK Beograd       | T        | H        | B        | B        | T        | B        | B        |
| Partizan          | T | T  | T | H | () | () | H | B     | B | T     | T  | T  | T  | T  | H  | Partizan          | H  | T (T) | T (B) | H     | T     | H  | H  | T  | H  | T  | T  | T     | T   | H  | T  | Partizan          | B        | H        | T        | B        | B        | T        | T        |
| Radnički 1923     | B | () | T | B | H  | T  | B | B (T) | T | B     | H  | T  | T  | T  | H  | Radnički 1923     | H  | B     | T     | T     | B     | T  | B  | T  | T  | T  | H  | B     | {}H | B  | B  | Radnički 1923     | B        | T        | B        | H        | B        | H        | T        |
| Radnički Niš      | B | T  | B | T | () | T  | B | T     | T | H     | H  | B  | H  | T  | T  | Radnički Niš      | H  | B (B) | B     | B     | B     | H  | T  | B  | H  | B  | B  | B     | H   | B  | H  | Radnički Niš      | H        | H        | T        | T        | B        | B        | T        |
| Sao Đỏ Beograd    | T | H  | T | T | T  | () | T | T     | T | T     | T  | T  | T  | T  | T  | Sao Đỏ Beograd    | () | T (T) | T     | T (T) | T     | T  | T  | T  | H  | T  | T  | T     | T   | T  | T  | Sao Đỏ Beograd    | T        | B        | T        | T        | H        | H        | T        |
| Spartak Subotica  | B | H  | H | T | B  | () | B | T     | B | B     | B  | H  | B  | H  | T  | Spartak Subotica  | H  | T     | H (T) | B     | B     | H  | H  | T  | H  | T  | T  | B     | B   | H  | H  | Spartak Subotica  | T        | T        | H        | B        | T        | B        | B        |
| Tekstilac Odžaci  | B | B  | B | T | H  | T  | B | T     | B | H     | B  | B  | B  | B  | B  | Tekstilac Odžaci  | H  | T     | B     | T     | B     | T  | B  | T  | B  | H  | B  | B     | B   | T  | H  | Tekstilac Odžaci  | T        | B        | B        | B        | B        | B        | T        |
| TSC               | T | B  | H | T | B  | () | B | B     | T | T     | T  | B  | T  | B  | H  | TSC               | () | T (B) | H     | B     | H (T) | B  | B  | B  | B  | T  | B  | T     | T   | H  | T  | TSC               | B        | B        | T        | B        | T        | T        | B        |
| Vojvodina         | T | () | B | B | H  | B  | H | T     | T | H (B) | T  | H  | T  | B  | H  | Vojvodina         | H  | T     | B     | T     | T     | H  | H  | H  | B  | T  | B  | T     | B   | B  | T  | Vojvodina         | T        | T        | B        | T        | H        | H        | B        |
| Železničar        | T | H  | B | T | T  | B  | T | B     | B | B     | B  | T  | B  | B  | H  | Železničar        | H  | T     | B     | T     | H     | H  | H  | H  | () | B  | H  | T (T) | B   | B  | B  | Železničar        | T        | T        | B        | T        | H        | T        | H        |
| Đội               | 1 | 2  | 3 | 4 | 5  | 6  | 7 | 8     | 9 | 10    | 11 | 12 | 13 | 14 | 15 | Đội               | 16 | 17    | 18    | 19    | 20    | 21 | 22 | 23 | 24 | 25 | 26 | 27    | 28  | 29 | 30 | Đội               | Play-off | Play-off | Play-off | Play-off | Play-off | Play-off | Play-off |

## Vòng play-off

### Vòng Vô địch
Gồm 8 đội đứng đầu ở mùa giải thông thường. Các đội sẽ đấu với nhau một lần.
Bảng xếp hạng
| VT | Đội                | ST | T  | H  | B  | BT  | BB | HS  | Đ   | Giành quyền tham dự                              |     | RSB | PAR | NPZ | OFK | RDK | VOJ | TSC | MLA |
| -- | ------------------ | -- | -- | -- | -- | --- | -- | --- | --- | ------------------------------------------------ | --- | --- | --- | --- | --- | --- | --- | --- | --- |
| 1  | Sao Đỏ Beograd (C) | 37 | 32 | 4  | 1  | 123 | 35 | +88 | 100 | Tham dự vòng loại thứ hai Champions League       |     |     | 2–1 |     | 5–2 |     | 1–1 |     | 3–1 |
| 2  | Partizan           | 37 | 21 | 10 | 6  | 73  | 40 | +33 | 73  | Tham dự vòng loại thứ nhất Europa League         |     |     |     |     | 2–2 | 3–1 | 3–2 |     |     |
| 3  | Novi Pazar         | 37 | 15 | 9  | 13 | 60  | 65 | −5  | 54  | Tham dự vòng loại thứ hai Conference League      |     | 3–3 | 2–1 |     |     |     | 0–1 |     |     |
| 4  | OFK Beograd        | 37 | 15 | 8  | 14 | 53  | 54 | −1  | 53  | Không đủ điều kiện tham gia các giải đấu Châu Âu |     |     |     | 2–3 |     | 3–0 | 1–2 |     | 1–0 |
| 5  | Radnički 1923      | 37 | 15 | 8  | 14 | 60  | 53 | +7  | 53  | Tham dự vòng loại thứ hai Conference League      |     | 4–1 |     | 2–3 |     |     |     | 5–2 | 1–1 |
| 6  | Vojvodina          | 37 | 14 | 11 | 12 | 57  | 49 | +8  | 53  |                                                  |     |     |     |     |     | 0–0 |     | 0–3 | 3–1 |
| 7  | TSC                | 37 | 15 | 5  | 17 | 60  | 58 | +2  | 50  |                                                  | 1–2 |     | 1–2 | 3–2 |     |     |     |     |     |
| 8  | Mladost Lučani     | 37 | 12 | 11 | 14 | 38  | 48 | −10 | 47  |                                                  |     | 0–4 | 1–1 |     |     |     | 2–0 |     |     |

1. ↑  Đội vô địch Cúp Serbia 2024–25 (Sao Đỏ Beograd) sẽ đủ điều kiện tham dự vòng loại thứ nhất Europa League. Do Sao Đỏ Beograd đã đủ điều kiện tham dự Champions League nên suất Europa League này được chuyển cho đội đứng thứ hai (Partizan) còn đội đứng thứ tư sẽ giành quyền tham dự Conference League.
2. 1 2 3  Điểm ở mùa giải thông thường: Beograd 46, Radnički 1923 45, Vojvodina 42.
3. ↑  OFK Beograd đủ điều kiện tham dự vòng loại thứ hai Conference League nhưng không xin được giấy phép của UEFA. Do đó suất tham dự đã được trao cho đội đứng thứ năm là Radnicki.[6]

### Vòng Xuống hạng
Gồm 8 đội xếp cuối bảng ở mùa giải thông thường. Các đội sẽ đấu với nhau một lần.
Bảng xếp hạng
| VT | Đội                   | ST | T  | H  | B  | BT | BB | HS  | Đ  | Giành quyền tham dự hoặc xuống hạng |  | CUK | ZEL | IMT | SPA | RNI | NAP | TEK | JED |
| -- | --------------------- | -- | -- | -- | -- | -- | -- | --- | -- | ----------------------------------- |  | --- | --- | --- | --- | --- | --- | --- | --- |
| 1  | Čukarički             | 37 | 12 | 13 | 12 | 47 | 49 | −2  | 49 |                                     |  |     | 2–2 | 1–1 | 0–0 | 2–2 |     |     |     |
| 2  | Železničar            | 37 | 13 | 10 | 14 | 49 | 43 | +6  | 49 |                                     |  |     |     | 3–0 | 1–2 | 1–1 |     | 3–1 |     |
| 3  | IMT                   | 37 | 13 | 9  | 15 | 49 | 55 | −6  | 48 |                                     |  | 0–1 |     | 2–4 |     | 2–1 | 3–1 |     |     |
| 4  | Spartak Subotica      | 37 | 11 | 11 | 15 | 35 | 51 | −16 | 44 |                                     |  |     |     |     | 1–0 | 2–1 | 2–4 |     |     |
| 5  | Radnički Niš (O)      | 37 | 11 | 10 | 16 | 50 | 67 | −17 | 43 | Tham dự trận play-off Xuống hạng    |  |     |     | 1–1 |     |     |     | 1–0 | 3–1 |
| 6  | Napredak Kruševac (O) | 37 | 11 | 9  | 17 | 35 | 48 | −13 | 42 | Tham dự trận play-off Xuống hạng    |  | 0–1 |     |     |     | 2–1 |     | 0–1 | 1–0 |
| 7  | Tekstilac Odžaci (R)  | 37 | 11 | 4  | 22 | 33 | 65 | −32 | 31 | Xuống hạng Nhất Serbia              |  | 0–3 | 0–1 |     |     |     |     |     | 2–3 |
| 8  | Jedinstvo Ub (R)      | 37 | 7  | 4  | 26 | 32 | 73 | −41 | 25 | Xuống hạng Nhất Serbia              |  | 4–1 |     | 0–3 | 1–0 |     |     |     |     |

1. 1 2  Điểm ở mùa giải thông thường: Čukarički 39đ, Železničar 35đ.
2. ↑  Tekstilac Odžaci bị trừ 6 điểm vì trận đấu không đúng luật với IMT.

## Play-off Thăng hạng/Xuống hạng

### Mladost Novi Sad vs Napredak Kruševac
| Mladost Novi Sad | 0–0 | Napredak Kruševac |
| ---------------- | --- | ----------------- |
|                  |     |                   |

| Napredak Kruševac | 1–0 | Mladost Novi Sad |
| ----------------- | --- | ---------------- |
| - Stoiljković 76' |     |                  |

Napredak Kruševac thắng với tổng tỷ số 1–0 và trụ hạng thành công.

### Mačva Šabac vs Radnički Niš
| Mačva Šabac | 0–0 | Radnički Niš |
| ----------- | --- | ------------ |
|             |     |              |

| Radnički Niš              | 2–0 | Mačva Šabac |
| ------------------------- | --- | ----------- |
| - Stewart 60' - Tanko 81' |     |             |

Radnički Niš thắng với tổng tỷ số 2–0 và trụ hạng thành công.

## Thống kê

### Ghi bàn hàng đầu
| Hạng | Cầu thủ       | Đội            | Bàn thắng |
| ---- | ------------- | -------------- | --------- |
| 1    | Cherif Ndiaye | Sao Đỏ Beograd | 19        |
| 2    | Bruno Duarte  | Sao Đỏ Beograd | 16        |
| 3    | Bibras Natcho | Partizan       | 15        |
| 3    | Dele          | Vojvodina      | 15        |
| 5    | Lazar Romanić | Železničar     | 14        |

#### Hat-trick
- H (= Home): Sân nhà
- A (= Away): Sân khách
- (4) : ghi được 4 bàn

| Stt | Cầu thủ           | Câu lạc bộ | Đối đầu với | Tỷ số   | Thời gian           |
| --- | ----------------- | ---------- | ----------- | ------- | ------------------- |
| 1   | Bamidele Yusuf(4) | Vojvodina  | Novi Pazar  | 4–0 (A) | Vòng 17, 29/11/2024 |

## Giải thưởng

### Cầu thủ của vòng đấu
(2), (3) : số lần nhận giải
| Vòng | Cầu thủ                  | Câu lạc bộ           | Bàn thắng | Kiến tạo | Tk.    |
| ---- | ------------------------ | -------------------- | --------- | -------- | ------ |
| 1    | Adem Ljajić              | Novi Pazar           | 2         | 1        | [ 7 ]  |
| 2    | Saša Stamenković         | Mladost Lučani       | 0         | 0        | [ 8 ]  |
| 3    | Stefan Kovač             | Čukarički            | 1         | 1        | [ 9 ]  |
| 4    | Ivan Davidović           | Tekstilac Odžaci     | 2         | 0        | [ 10 ] |
| 5    | Dele                     | Vojvodina            | 2         | 0        | [ 11 ] |
| 6    | Louay Ben Hassine        | Radnički 1923        | 1         | 0        | [ 12 ] |
| 7    | Aleksandar Jovanović     | Partizan             | 0         | 0        | [ 13 ] |
| 8    | Andrej Todoroski         | Spartak Subotica     | 2         | 0        | [ 14 ] |
| 9    | Cherif Ndiaye            | Sao Đỏ Beograd       | 3         | 0        | [ 15 ] |
| 10   | Richardson Kwaku Denzell | Jedinstvo Ub         | 2         | 0        | [ 16 ] |
| 11   | Caleb Zady Sery          | Vojvodina (2)        | 2         | 0        | [ 17 ] |
| 12   | Luka Ilić                | Sao Đỏ Beograd (2)   | 3         | 0        | [ 18 ] |
| 13   | Tomislav Dadić           | Radnički 1923 (2)    | 0         | 1        | [ 19 ] |
| 14   | Andrija Maksimović       | Sao Đỏ Beograd (3)   | 1         | 0        | [ 20 ] |
| 15   | Saša Stamenković (2)     | Mladost Lučani (2)   | 0         | 0        | [ 21 ] |
| 16   | Jovan Nišić              | Radnički Niš         | 1         | 1        | [ 22 ] |
| 17   | Dele (2)                 | Vojvodina (3)        | 4         | 0        | [ 23 ] |
| 18   | Luka Ilić (2)            | Sao Đỏ Beograd (4)   | 4         | 0        | [ 24 ] |
| 19   | Francis Ezeh             | Železničar Pančevo   | 2         | 2        | [ 25 ] |
| 20   | Uroš Nikolić             | Vojvodina (4)        | 1         | 2        | [ 26 ] |
| 21   | Vladimir Radočaj         | IMT                  | 0         | 1        | [ 27 ] |
| 22   | Dilan Ortíz              | Mladost Lučani (3)   | 1         | 2        | [ 28 ] |
| 23   | Bibras Natcho            | Partizan (2)         | 1         | 1        | [ 29 ] |
| 24   | Cherif Ndiaye (2)        | Sao Đỏ Beograd (5)   | 2         | 0        | [ 30 ] |
| 25   | Njegoš Petrović          | Vojvodina (5)        | 1         | 1        | [ 31 ] |
| 26   | Ilija Babić              | Spartak Subotica (2) | 2         | 0        | [ 32 ] |
| 27   | Andrej Todoroski (2)     | TSC                  | 1         | 0        | [ 33 ] |
| 28   | Prestige Mboungou        | TSC (2)              | 2         | 1        | [ 34 ] |
| 29   | Aleksandar Katai         | Sao Đỏ Beograd (6)   | 2         | 2        | [ 35 ] |
| 30   | Jovan Milošević          | Partizan (3)         | 2         | 0        | [ 36 ] |
| 31   | Aleksandar Mesarović     | Novi Pazar (2)       | 1         | 0        | [ 37 ] |
| 32   | Marko Milošević          | Radnički 1923 (3)    | 0         | 0        | [ 38 ] |
| 33   | Saša Jovanović           | TSC (3)              | 1         | 1        | [ 39 ] |
| 34   | Adem Ljajić (2)          | Novi Pazar (3)       | 0         | 1        | [ 40 ] |
| 35   | Petar Stanić             | TSC (4)              | 2         | 0        | [ 41 ] |
| 36   | Ognjen Ugrešić           | Partizan (4)         | 2         | 0        | [ 42 ] |
| 37   | Issa Bah                 | Radnički 1923 (4)    | 2         | 0        | [ 43 ] |